# Cho Son-jin
Cho Son-jin (조선진?, 趙善津?; 18 aprile 1970) è un goista sudcoreano che compete per la federazione giapponese.

## Biografia
Nato in Corea del Sud, si è trasferito in Giappone all'età di 12 anni per diventare un giocatore professionista di Go, raggiungendo il suo obiettivo due anni dopo, nel 1984.
Nel 1991 ha vinto il torneo giovanile Shinjin-O, sconfiggento Ryu Shikun.
Nel 1992 ha vinto il torneo giovanile Shin-Ei.
Nel 1995 ha giocato la finale dello Shinjin-O contro Tomoyasu Mimura, ma è stato sconfitto.
È stato promosso a 9 dan nel 1998. Nel 1999, ha sconfitto Cho Chikun nella finale per il titolo di Honinbo, ponendo fine alla striscia di 10 anni consecutivi di vittorie di questo titolo da parte di Chikun; nello stesso anno è stato sconfitto dal sudcoreano Lee Chang-ho nella finale della quarta edizione della Coppa Samsung. Nel 2000 non è riuscito a difendere il titolo di Honinbo, sconfitto per 2-4 da Ō Meien.
Nel 2000 ha vinto la Coppa Agon Kiriyama, sconfiggendo Cho Chikun. Questa vittoria gli ha dato il diritto di competere nella Coppa Agon Cina-Giappone, che ha vinto sconfiggendo il cinese Zhou Heyang.
Nel 2001 ha vinto il torneo degli sfidanti per la venticinquesima edizione del Kisei, ma nella finale è stato sconfitto per 2-4 da Ō Rissei. Ha anche vinto per la seconda volta la Coppa Agon Kiriyama, sconfiggendo Ō Rissei; nella Coppa Agon Cina-Giappone ha ottenuto la seconda vittoria consecutiva sconfiggendo il cinese Liu Jing.
Nel 2002 si è qualificato per la finale della ventottesima edizione del Tengen, ma è stato sconfitto per 0-3 da Naoki Hane.
Nel 2005 ha vinto la Coppa NEC, sconfiggendo in finale Kobayashi Satoru.
Nel 2008 ha perso la finale della Coppa NEC contro Kono Rin.

## Palmarès
| Titolo                 | Vittorie       | Secondi posti |
| Nazionali              | Nazionali      | Nazionali     |
| ---------------------- | -------------- | ------------- |
| Kisei                  |                | 1 (2001)      |
| Honinbo                | 1 (1999)       | 1 (2000)      |
| Tengen                 |                | 1 (2002)      |
| Coppa NEC              | 1 (2005)       | 1 (2008)      |
| Coppa Agon             | 2 (2000, 2001) |               |
| Shinjin-O              | 1 (1991)       | 1 (1995)      |
| Shin-Ei                | 1 (1991)       |               |
| Continentali           |                |               |
| Agon Cup Cina-Giappone | 2 (2000, 2001) |               |
| Internazionali         |                |               |
| Samsung Cup            |                | 1 (1999)      |
| Totale                 | 8              | 6             |